# Glass Onion
Pour le film, voir Glass Onion : Une histoire à couteaux tirés.
Pistes de The Beatles
Dear Prudence Ob-La-Di, Ob-La-Da
Glass Onion est une chanson des Beatles, parue sur l'« Album blanc » en 1968. La chanson est essentiellement écrite par John Lennon, mais est créditée Lennon/McCartney.

## Genèse et composition
John Lennon écrit Glass Onion en réponse à ceux qui tentaient de découvrir des messages cachés dans les chansons des Beatles, et elle contient des références à plusieurs de leurs précédents titres : I Am the Walrus, Strawberry Fields Forever, Lady Madonna, The Fool on the Hill et Fixing a Hole.
Au deuxième couplet, Lennon parle de ses relations avec le « Walrus » (le morse), chantant qu'ils « étaient aussi proches que cela était possible », avant de conclure quelques vers plus loin qu'en fait, il s'agissait de Paul McCartney (« the Walrus was Paul »). Cette partie de la chanson fait évidemment référence à une précédente chanson signée Lennon, I Am the Walrus, et il l'utilise ici pour « dire quelque chose de gentil à Paul », en raison des changements dans leurs relations à l'époque. En effet, l'entente entre les deux meneurs du groupe n'avait plus rien à voir avec celle de leurs débuts. Par la suite, John Lennon est revenu sur ce passage : 

« J'ai jeté la ligne the Walrus was Paul juste pour embrouiller un peu plus tout le monde. Ça aurait pu être the fox terrier is Paul. Je veux dire, c'est juste un bout de poésie. Ça me faisait rire, parce qu'il y avait tellement eu d'absurdités au sujet de Pepper, passez-le à l'envers et tenez-vous sur la tête et tout ça. »

Plus tard, ce vers fut ironiquement interprété comme un « indice » au sein de la légende urbaine qui veut que Paul McCartney soit mort en 1966, durant l'enregistrement de Sgt. Pepper's Lonely Hearts Club Band, et ait été remplacé par un sosie, le morse pouvant être associé à un symbole funèbre.
Néanmoins, dans sa chanson God lorsqu'il sera en solo, John reconnaîtra plus simplement :
I was the Walrus, but now I'm John.
Le terme « glass onion » est le nom anglais de la bouteille oignon qui possède une base à grand rayon qui servait dans les navires pour éviter qu'elle ne tombe lorsque la mer est agitée.

## Enregistrement
Il s'agit de la première piste de l'« Album blanc » sur laquelle Ringo Starr joue de la batterie. Il avait quitté brièvement le groupe, si bien que c'est McCartney qui tint la batterie sur Back in the U.S.S.R. et Dear Prudence, les deux premiers titres de la face A de ce double album. La chanson est enregistrée du 11 au 13 septembre 1968, puis le 10 octobre suivant.

## Parution
La piste est placée à la troisième place de la face 1 sur le premier disque de l'« Album blanc ». On peut aussi entendre une maquette de cette chanson enregistrée à Kinfauns, le domaine de George Harrison à Esher, et une version alternative, complétée en l'absence du producteur George Martin, sur le disque compilation Anthology 3 sur laquelle on entend des effets sonores et, en boucle sur la finale, le commentateur de football de la BBC, Kenneth Wolstenholme, s'exclamer « It's a goal! » (« C'est un but ! »). La prise 10 est aussi entendue sur le disque trois de l'édition du cinquantième anniversaire de l'album et la maquette remixée en stéréo sur le disque Esher Demos, publiés le 9 novembre 2018.
À l'occasion de cette réédition, on a choisi cette chanson pour en faire un clip promotionnel qui est mis en ligne sur Apple Music le 30 octobre 2018. Le poster de l'album originel, créé par Richard Hamilton et Paul McCartney, sert de toile de fond à ce montage de photos, d'animation et de séquences d'autres films promotionnels. Produit par Richard Barnett et Layla Atkinson de l'agence Trunk Animation de Londres, la réalisation du clip est l'œuvre du duo Alasdair+Jock. On peut y voir plusieurs références aux paroles de la chanson. On aperçoit le costume du morse, le Walrus du téléfilm Magical Mystery Tour. On illustre « Fixing a hole in the ocean » avec le personnage Jeremy Hillary Boob (en) du film Yellow Submarine dans sa mer de trous, la « Sea of Holes ». On y voit aussi des références à l'histoire du groupe, par exemple, lorsqu'un crayon, décoré d'un drapeau américain, tente d'effacer et censurer des dessins de John et Yoko nus tels qu'ils l'ont été sur la version américaine du poster.
En 2006, on publie une version raccourcie de la chanson sur l'album Love entremêlée d'extraits d'éléments des chansons Hello Goodbye, Magical Mystery Tour, Penny Lane, Things We Said Today et Only a Northern Song.

### Dans la culture populaire
En 2022, la chanson donne son nom au film Glass Onion: A Knives Out Mystery et est entendue lors du générique final. Par ailleurs, le personnage de Miles Brown (Edward Norton) joue à la guitare Blackbird pour accueillir Birdie Jay (Kate Hudson).

## Fiche technique

### Interprètes
- John Lennon : chant, guitare acoustique
- Paul McCartney : basse, piano, flûte à bec, chœurs
- George Harrison : guitare solo
- Ringo Starr : batterie, tambourin
- George Martin : arrangement des cordes
- Henry Datyner : violon
- Eric Bowie : violon
- Norman Lederman : violon
- Ronald Thomas : violon
- John Underwood : alto
- Keith Cummings : alto
- Eldon Fox : violoncelle
- Reginald Kilby : violoncelle

## Reprises
- En 2002, le groupe de rock Phish reprend le titre sur son album Live Phish 13.
- En 2004, le DJ et producteur Danger Mouse reprend le morceau ainsi que d'autres de l'« Album blanc » dans The Grey Album, un album de remixes mashup mêlant des samples des Beatles avec des versions a cappella du Black Album du rappeur Jay-Z.